# Chiesa di San Matteo (Albisola Superiore)
La chiesa di San Matteo è un luogo di culto cattolico situato nella località di Luceto, in via Riccardo Poggi, nel comune di Albisola Superiore in provincia di Savona. La chiesa è sede della parrocchia omonima del vicariato di Albisola-Varazze della diocesi di Savona-Noli.

## Storia e descrizione

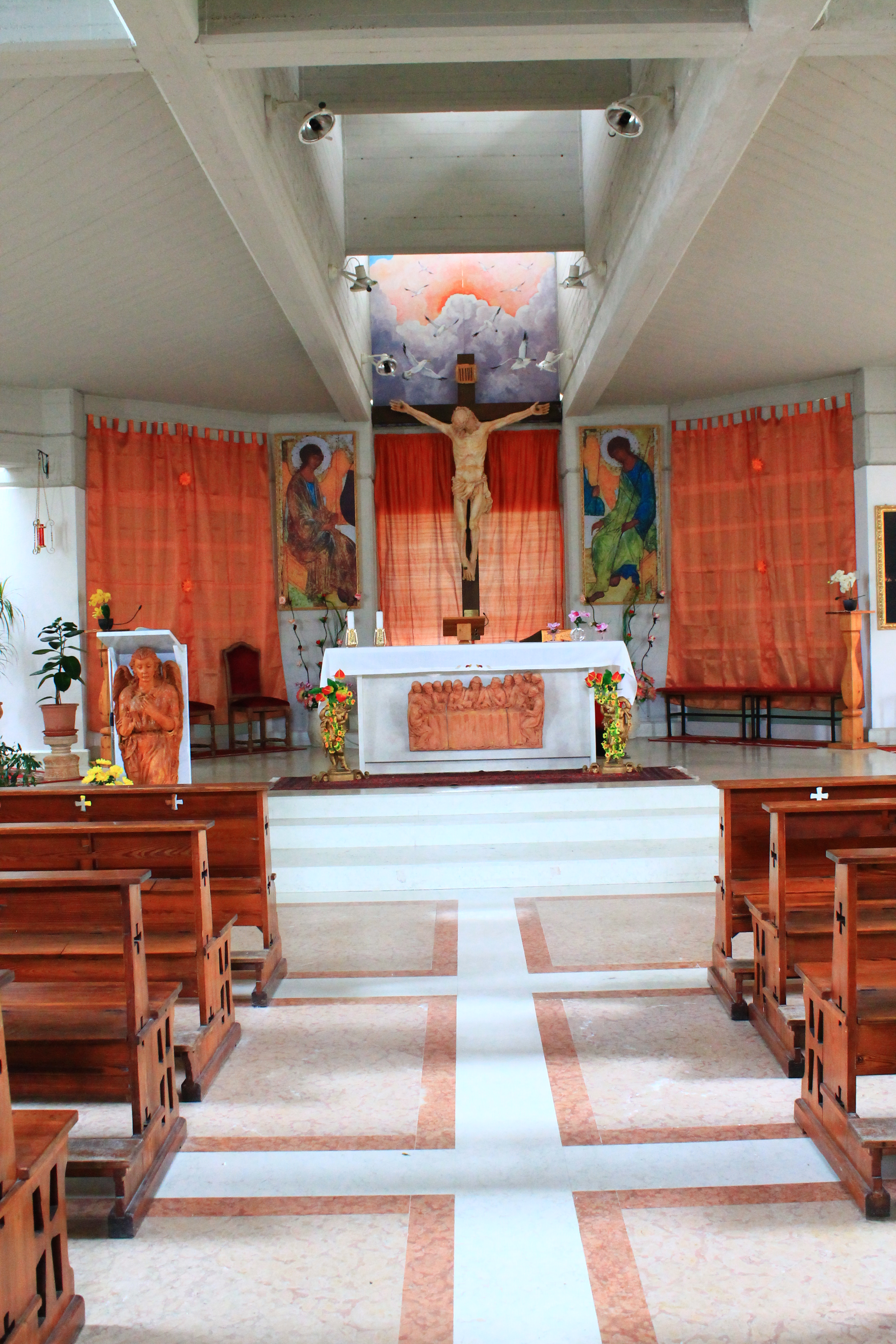
L'interno

La chiesa parrocchiale è stata edificata negli anni novanta del Novecento per venire incontro alle esigenze della crescente popolazione della località di Luceto.
All'interno è conservato un crocifisso in ceramica dell'artista Tony Salem mentre nel seminterrato è stato allestito un presepe meccanico permanente, realizzato da Renato Piccone e raffigurante il paese di Albisola Superiore verso la fine del XIX secolo.
A qualche centinaio di metri sorge la più antica chiesa della Madonna del Carmine, risalente al XVIII secolo.